# キシロースイソメラーゼ
キシロースイソメラーゼ(Xylose isomerase、EC 5.3.1.5)は、以下の化学反応を触媒する酵素である。
D-キシロース{\displaystyle \rightleftharpoons }D-キシルロース
従って、この酵素の基質はD-キシロース、生成物はD-キシルロースである。
この酵素は、異性化酵素、特にアルドースやケトースを相互転換する分子内酸化還元酵素に分類される。系統名は、D-キシロース アルドース-ケトース-イソメラーゼ(D-xylose aldose-ketose-isomerase)である。この酵素は、ペントース及びグルクロン酸の相互変換やフルクトース及びマンノースの代謝に関与している。工業的には、異性化糖の製造の際にグルコースをフルクトースに変換するために用いられている。グルコースイソメラーゼ(glucose isomerase)と呼ばれることもある。

## 構造
キシロースイソメラーゼはTIMバレル構造を持ち、バレルの中心に活性部位がある。